# Ponosakan
Le ponosakan est une langue gorontalienne parlée dans la ville de Belang dans le nord de Sulawesi (Célèbes), en Indonésie. Le nombre de locuteurs, estimé à 3 000 en 1981, n’est plus que de 10 en 2016.